# منتخب الأرجنتين للكرة اللينة للرجال
منتخب الأرجنتين للكرة اللينة للرجال (بالإسبانية: Selección de sóftbol de Argentina)‏ هو ممثل الأرجنتين الرسمي في المنافسات الدولية في كرة لينة
.